# USS Voyager (NCC-74656)
 (janvier 2023).
L'USS Voyager NCC-74656 est le nom d'un vaisseau spatial de l'univers de Star Trek, qui a donné naissance à la série télévisée homonyme Star Trek : Voyager. Il est, avec les vaisseaux USS Enterprise (NCC-1701) et USS Enterprise (NCC-1701-D), le plus connu des vaisseaux de la Terre.

## Historique
L'USS Voyager, vaisseau de Starfleet de classe Intrépide, fut construit aux chantiers spatiaux d'Utopia Planitia, orbitant Mars. Le vaisseau fut lancé à partir de la Station McKinley sous le commandement du Capitaine Kathryn Janeway à la date stellaire 48038.5.
L'USS Voyager est l'un des fleurons de Starfleet. Il est doté des toutes dernières technologies dont la vitesse de distorsion 9.975, un Hologramme Médical d'Urgence et des packs de gel bio-neuraux contrôlant les systèmes du Voyager.
Une rencontre impromptue avec le Pourvoyeur va expédier le vaisseau à 75 000 années-lumière de la Terre, dans le Quadrant Delta. Le vaisseau, malgré son équipage émérite et sa technologie de pointe, s'est retrouvé injoignable pendant plus de quatre ans (le vaisseau avait été officiellement déclaré perdu) et mit plus de sept ans à rejoindre la Terre.
Puisqu'il a procédé à l'exploration d'un quadrant qu'aucun individu de Starfleet n'avait exploré jusqu'alors, le retour de l'USS Voyager sur Terre a permis d'augmenter grandement les bases de données, qui se trouvèrent considérablement enrichies de nouvelles espèces, de nouvelles technologies et de nouvelles connaissances sur l'Univers.

## Équipage
- Principaux membres d'équipage
  - Capitaine Kathryn Janeway (Capitaine)
  - Commander Chakotay (Officier en second et premier officier de bord)
  - Lieutenant-Commander Tuvok (Chef de la sécurité et officier tacticien)
  - Sous-lieutenant B'Elanna Torres (Ingénieur en chef)
  - Sous-lieutenant / Enseigne / Sous-lieutenant Tom Paris (Pilote, assistant médical)
  - Enseigne Harry Kim (Chef des opérations)
  - "Le Docteur" (HMU - Hologramme Médical d'Urgence version 1) (Officier médical en chef)
  - Seven of Nine (Chef du laboratoire d'astrométrique)
  - Neelix (Cuisinier, guide spécialiste du Quadrant Delta, conseiller de bord, officier « réconforteur »)
  - Kes (Assistante médicale)